# Eumelea luteata
Eumelea luteata là một loài bướm đêm trong họ Geometridae.